# 成三問

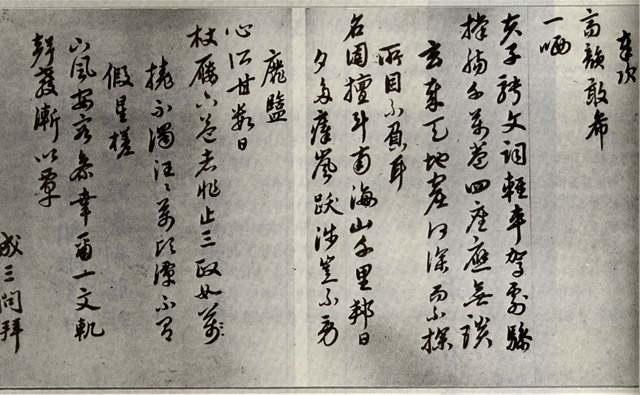
成三問の筆跡

成 三問（ソン・サンムン、せい さんもん、ハングル: 성삼문、1418年（太宗18年） - 1456年（世祖2年））は、李氏朝鮮前期の学者・政治家。死六臣の一人。字は謹甫・訥翁、号は梅竹軒。諡号は忠文。本貫は昌寧成氏。

## 生涯
都摠管の成勝の子として洪州（現在の忠清南道洪城郡）に生まれる。
1438年、生員として文科に及第。世宗の集賢殿に入り、1446年の訓民正音、1448年の東国正韻の制定に大きく貢献した。1447年、文科重試において状元となった。名筆家・名文家であり、世宗側近の寵臣のひとりであった。
世宗の死後文宗に仕えたが、文宗は若くして崩御した。文宗の跡を嗣いだのは幼い端宗であったが、叔父の首陽大君（世祖）は権力を奪取し、1455年に王として即位した。成三問は父の成勝や同志の朴彭年らとともに端宗復位を図るが、世祖殺害計画が発覚して逮捕され、世祖みずからが指揮する拷問（親鞫）を受けた上、処刑・梟示された。
忠臣として顕彰されている。また、後世、成三問の生涯から、端宗を豊臣秀頼、世祖を徳川家康、成三問を石田三成に擬せている。成三問と石田三成の名前に同じ文字があることもそれを後押ししている。

## 経歴
- 1438年　食年文科合格
- 1445年1月7日現在、成均館主簿（ソンギュングァン　チュブ　従六品相当）
  - 9月29日現在、集賢殿修撰（チッヒョンジョン　スチン　正六品相当）
- 1450年7月15日現在、集賢殿直殿（チッヒョンジョン　ジキジョン　正四品相当）
- 1451年4月15日現在、経筵庁検討官（キョンヨンチャン　ゲォムトグァン　正六品相当）兼帯。
- 1453年4月10日現在、集賢殿直提学（チッヒョンジョン　ジキジェハク　従三品相当）
  - 4月20日、司憲府執義（サホンブ　チビ　従三品相当）を本官とし、集賢殿直提学を兼帯。
  - 5月7日現在、春秋館記注官（チュンジュグァン　ギチュグァン　正五品相当）兼帯。
  - 5月24日現在、経筵庁侍講官（キョンヨンチャン　シガングァン　正四品相当）兼帯。
  - 10月15日、功により靖難功臣（ジョンナンゴンシン）三等に遇せられ、司諫院右司諫（サガンウォン　ウサガン　従三品相当）に異動。集賢殿直提学を兼帯留任。
  - 11月8日、功により靖難功臣（ジョンナンゴンシン）三等に遇せられ、司諫院左司諫（サガンウォン　チャサガン　従三品相当）に異動。集賢殿直提学を兼帯留任。
- 1454年1月28日、解官。
  - 6月27日、集賢殿副提学（チッヒョンジョン　プジェハク　正三品堂上相当）に任官。
  - 8月5日、礼曹参議（イエジョ　チャミ　正三品堂上相当）に異動。
- 1455年1月24日現在、通政大夫（トンジョンテブ　正三品堂上相当）にして礼曹参議。
  - 閏6月10日、承政院同副承旨（スンジョンウォン　トンブスンジ　正三品堂上相当）に異動。
  - 閏6月23日、承政院右副承旨（スンジョンウォン　ウブスンジ　正三品堂上相当）に転任。
  - 9月5日、功により佐翼功臣（チャイクゴンシン）三等に遇せられる。
  - 9月20日、承政院左副承旨（スンジョンウォン　チャブスンジ　正三品堂上相当）に転任。
  - 11月3日現在、経筵庁参賛官（キョンヨンチャン　チャムチャングァン　正三品堂上相当）を兼帯。
- 1456年、解官。

※参考：朝鮮王朝実録

## 登場する作品
- 死六臣（2007年、KBS）　演：パク・ソンウク
- 大王世宗（2008年、KBS）　演：パク・チョロ
- 王と妃：（1998年-2000年、KBS）　演：パク・チンソン